# Fara v Liboci
Fara u  kostela svatého Fabiána a Šebestiána v Liboci je areál staveb s čelným barokním patrovým farním domem, nyní sídlem konventu, na vyvýšené terase vedle kostela sv. Fabiána a Šebestiána v Praze 6 Liboci, na nároží ulic Libocké a pěší cesty do Ruzyně. Od roku 1958 je farní budova s kostelem a bývalou školou chráněna jako nemovitá kulturní památka.

## Historie

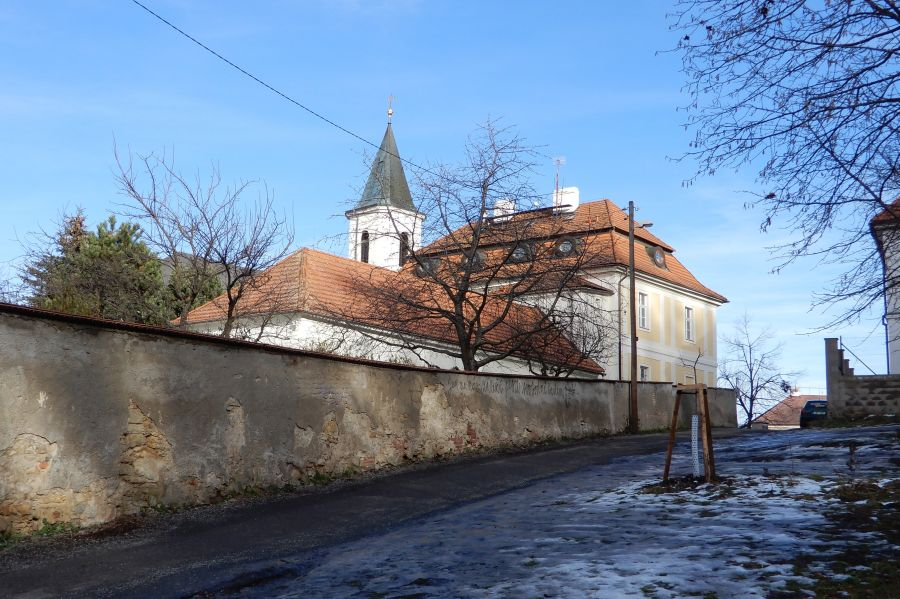
Areál fary od západu

Existence fary je písemně doložena v soupisu [pražské arcidiecéze z roku 1352 jako plebánie, archeologickými nálezy ji lze posunout nejpozději do 13. století nebyla ovšem samostatná, podací právo náleželo Břevnovskému klášteru. V rámci pražské arcidiecéze patřila k chudým farám, například roku 1368 odváděla jen 12 grošů papežského desátku,. Roku 1396 byla fara s papežským povolením přivtělena přímo klášteru a farníci byli od daní osvobozeni s povinností robotovat pro klášter: stahovali dříví (klády) plavené po Vltavě a rovnali je do hromad na klášterním městišti na Újezdě.
V roce 1421 faru pod správou pražské obce převzali utrakvisté. Při rekatolizaci byla od roku 1668 podřízena farnosti kostela Panny Marie před Týnem a pod patronací nejvyššího purkrabí Bernarda Ignáce z Martinic přestavěna. V letech 1695–1696 kněze dosadili novoměstští františkáni od Panny Marie Sněžné. Od roku 1702 byla fara opět samostatná. Fara až do roku 1950 patřila pod děkanát ořešský.
Poslední opravy farního areálu provedli v letech 1996–1999 bratři karmelitáni, kteří přišli na pozvání pražského arcibiskupa a kardinála Miloslava Vlka.

## Popis
Areál fary tvoří čtyři stavby a zahrada. Je situován na vyvýšené terase v centru obce Liboc vedle kostela sv. Fabiána a Šebestiána v Praze 6 Liboci, mezi Libockou ulicí a neoznačenou pěší ZV stezkou do Ruzyně, v terénu svažujícím se k rybníku Terezka. Je ohrazen kamennou a zčásti cihelnou ohradní zdí se dvěma branami. V zahradě jsou vzrostlé stromy a stojí tam mariánský sloup se sochou.
- fara – barokní jednopatrový dům s mansardovou střechou, fasádu členěnou plochými lisénami a původní barokní vchod, osvětlený okulem, tesaným v pískovcovém ostění. Byl postaven na počátku 18. století na starších základech se sklepy; má dvorní přístavbu do půdorysu písmene L. Od roku 1996 je sídlem konventu bratří bosých karmelitánů, kteří administrují faru.
- bývalá škola – v 90. letech 20. století adaptovaná na farní centrum Malejov.
- bývalá zvonice a bývalá márnice – spojené přízemní domky na půdorysu L, slouží jako klubovna skautů skupiny Bílý kos Praha
- sloup se sochou Panny Marie Svatohorské v zahradě: je to kopie vydusaná z umělého kamene, kterou si dal zhotovit jeden farník a po smrti ji odkázal faře[6]

## Farní správci (výběr)

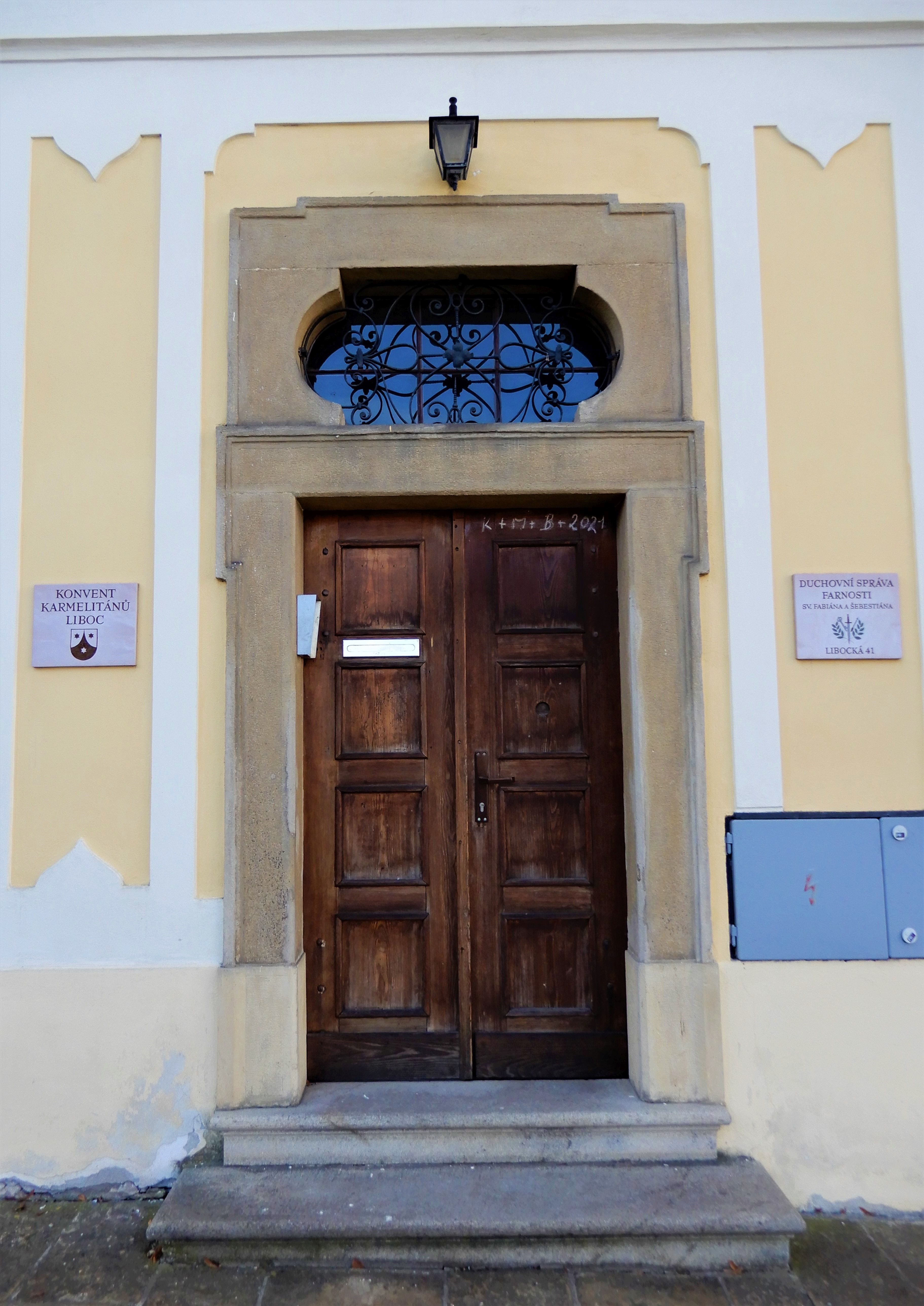
Vchod barokní budovy

- Vavřinec (1352–1355) – první zdejší jménem známý farář[7]
- Protiva (1375–1380)– zanechal misál a viaticus
- Kříž – kaplan u bl. Vintíře v Břevnovském klášteře
- Řivín (Rivin, Ryvinus) (1403–1407) – břevnovský mnich[8]
- Jan z Liboce (1492) – utrakvistický farář, konal procesí o Božím Těle, káral farníky pro opilství[9]
- Bartoloměj Matěj Halle z Hallenberku (1671–1672) první pobělohorský katolík, farář týnský[10]
- Ondřej Šelík (1672–1682) – farář týnský
- Jan Václav Olomoucký (1683–1695) – farář týnský
- Jiří Josef Saar (1702–1716) – první samostatný farář libocký, pohřben na zdejším hřbitově (v 19. století zrušeném)
- Karel Matěj Christen (1716–1725)
- Jan Lukáš Stadlmayer (od 1726)
- Josef Petr Stadlmayer (od 1753–) – synovec předchozího kněze
- Antonín Lebeda (1785–1808)
- Josef Kubík (1808–1823)
- František Kautský (1823)
- František Lampa (1824–1844) – vikář, arcibiskupský konsistorní rada, stavebník nového libockého kostela, benedikovaného 20. října 1844; od r. 1851 sídelní kanovník královéhradecký
- Karel Ullick (1852–1871) – dobrodinec, mj. finančně podpořil dostavbu katedrály sv. Víta a školní knihovnu v Řepích
- Jan Černohouz 1872 – katolický spisovatel
- Karel Hausmann 1873–1883
- Vlastimil Hálek (žil 1868–1919), (1892–1919) – literát a vlastenec[11], pohřben na Vokovickém hřbitově
- Václav Holub (1919–1950); Vojtěch Bareš (1916–2003) kaplanem  1940-1942 a 1945–1948)[12]
- Miroslav Vágner (kolem 1990–1995)
- P. Melichar Markusek 1997- 1999
- P. Gorazd Cetkovský 1999- 2012
- P. František Horák 2012- 2015
- P. Jeroným Josef Ertelt, O. Carm. (od 2015 dosud) – administrátor farnosti a převor konventu; dále vikář P. Jan Maria Vianney Hamáček - farní vikář.

## Galerie

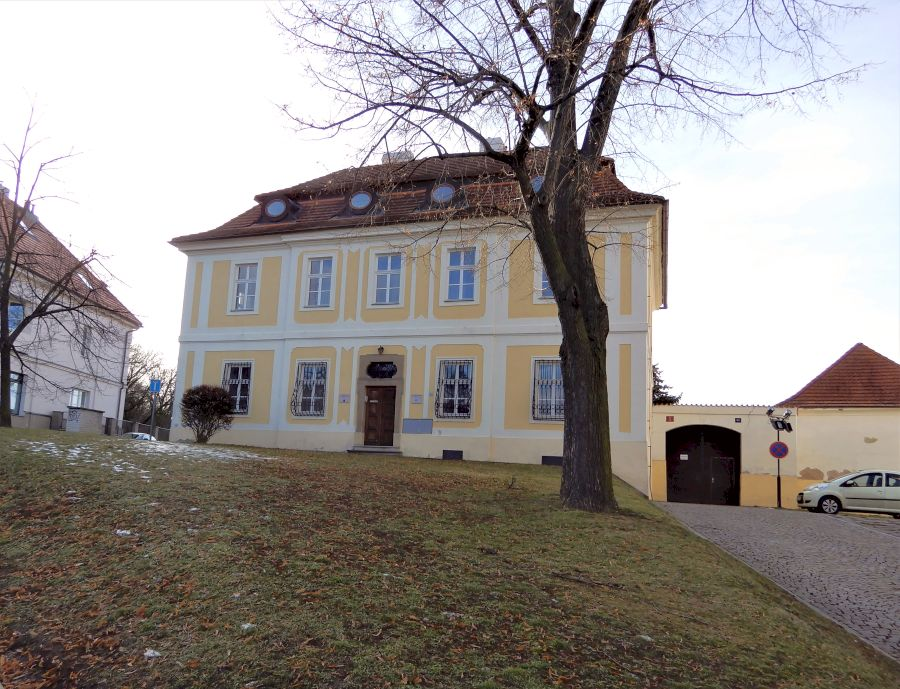
Fara od východu
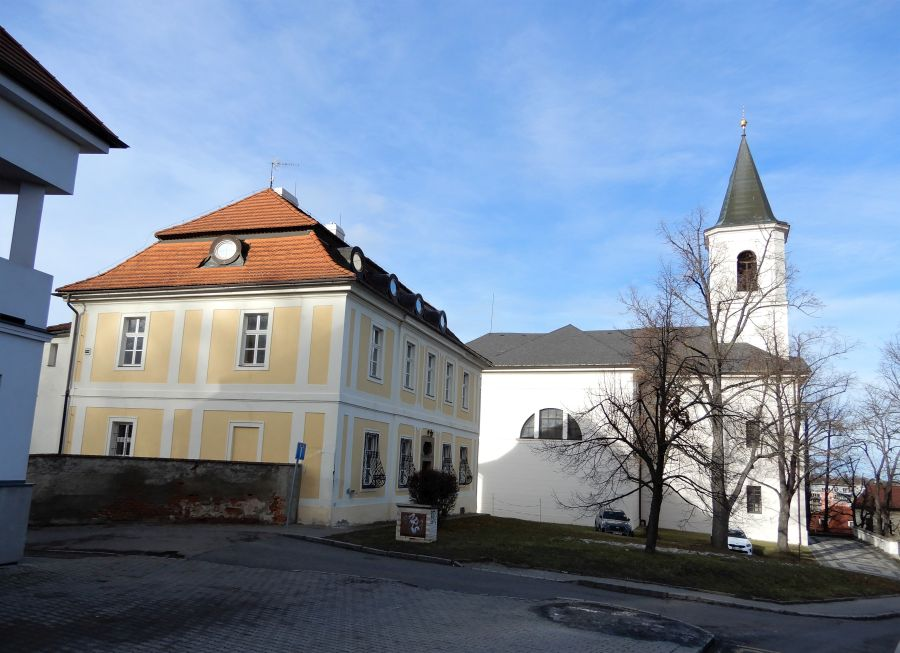
Fara a kostel od jihu
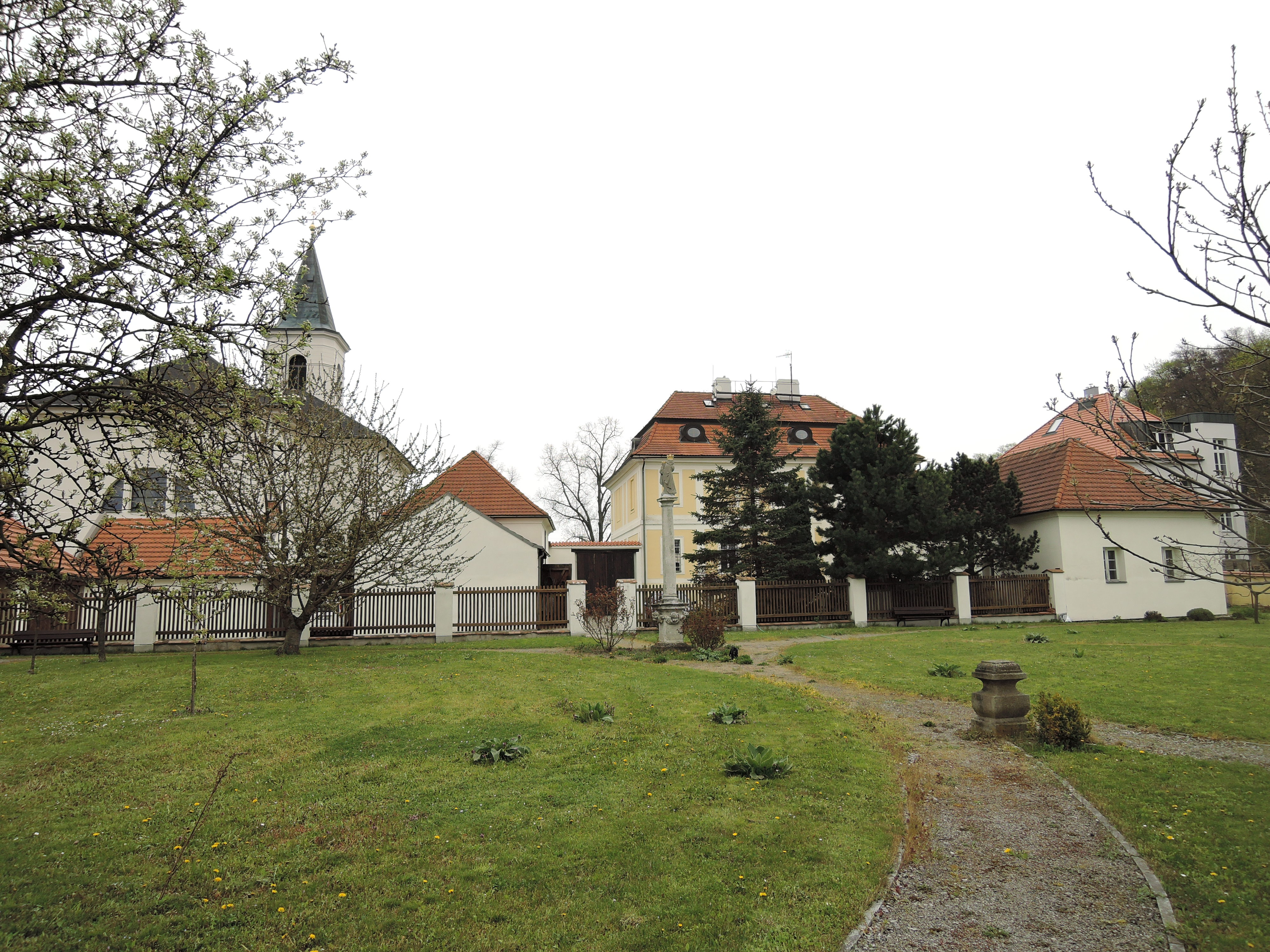
Farní zahrada
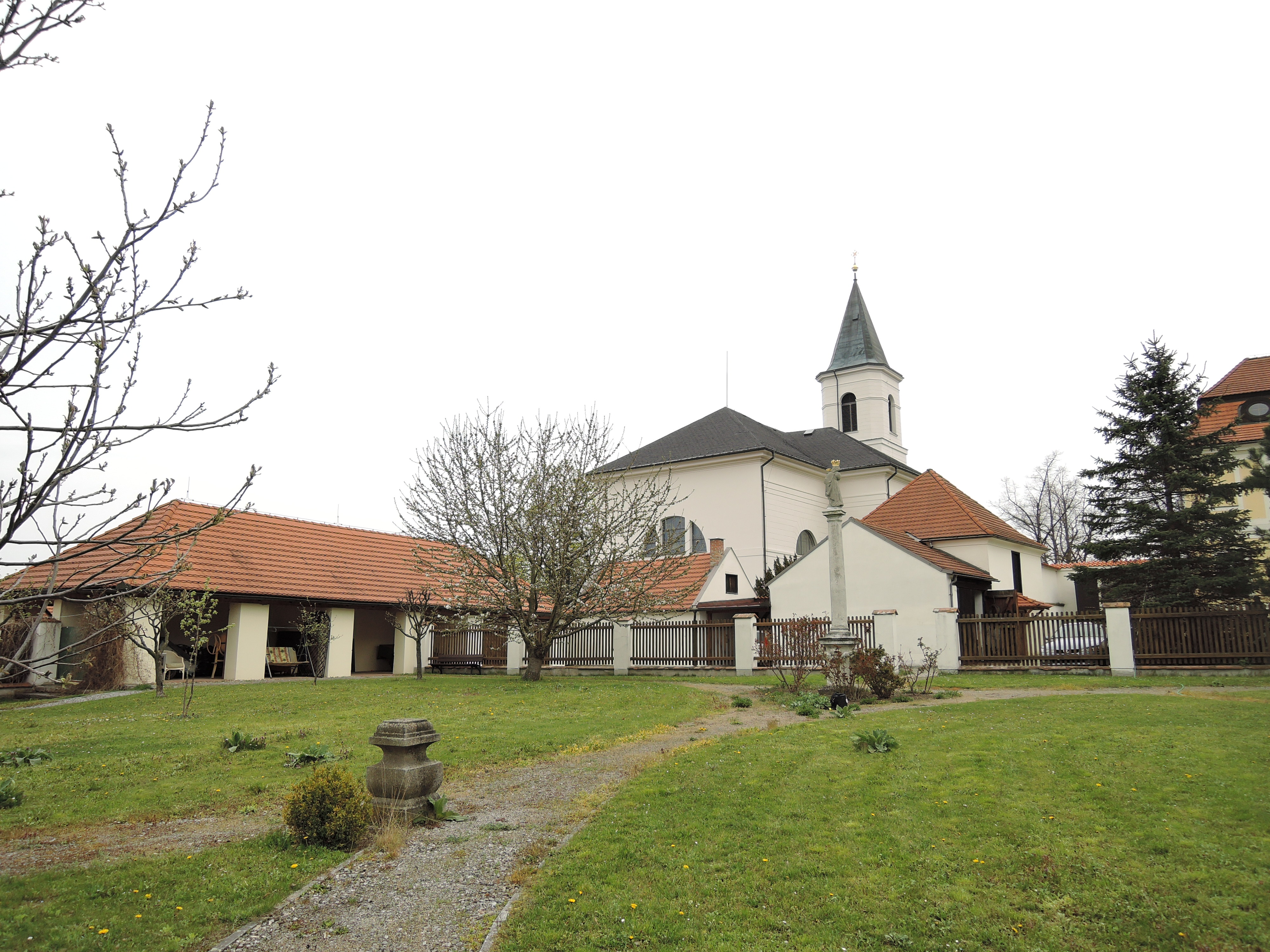
Fara se zahradou od západu
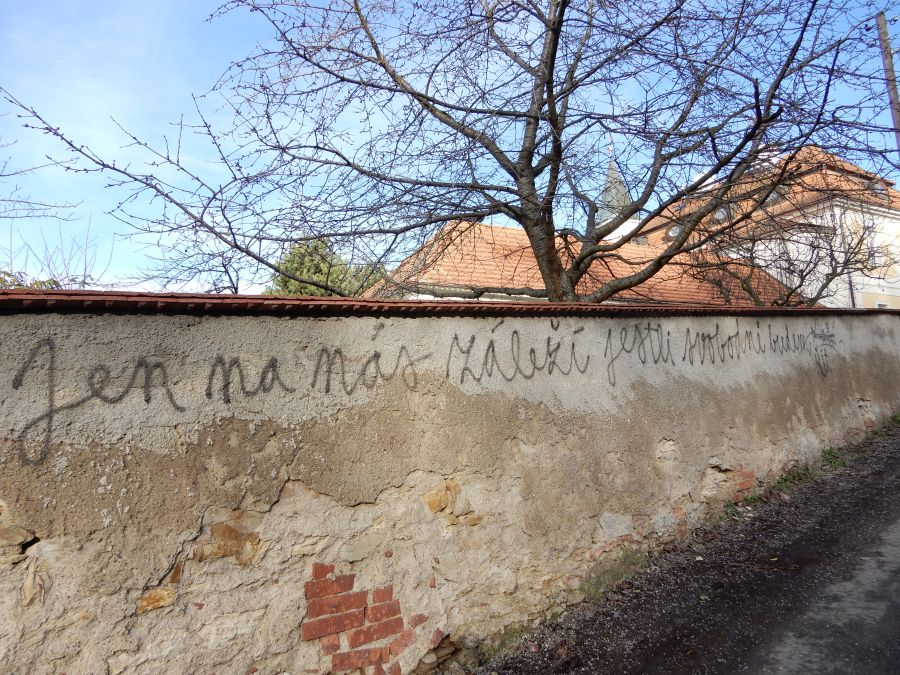
Ohradní zeď od západu